# Auchenionchus crinitus
Auchenionchus crinitus är en fiskart som först beskrevs av Jenyns, 1841.  Auchenionchus crinitus ingår i släktet Auchenionchus och familjen Labrisomidae. Inga underarter finns listade.